# Ljudåtergivning
Ljudåtergivning är teknik att uppfånga och lagra ljud för senare återgivning.

## Fonografen, skivspelaren och annan analog teknik
Ljudåtergivningsteknik började utvecklas i slutet av 1800-talet med den första användbara fonografen, och har fortsatt under 1900-talet med grammofonen, skivspelaren, trådspelaren och bandspelaren. 

## Digital ljudteknik
I och med datorns utveckling har man också tagit fram metoder för digitalisering av ljud så att dessa kan lagras på ett digitalt medium eller överföras medelst datakommunikation som en ljudfil.